# Biblioteca nazionale Vittorio Emanuele III
La Biblioteca nazionale "Vittorio Emanuele III" di Napoli (già Reale biblioteca borbonica) è una biblioteca pubblica statale che ha sede presso il palazzo reale, in piazza del Plebiscito.
Ha un patrimonio di 1 800 000 volumi a stampa, 319 187 opuscoli e 18 415 manoscritti, che in termini quantitativi la rende la terza tra le biblioteche italiane, dopo le due Nazionali Centrali di Roma e di Firenze.
Dipende dalla Direzione generale per i beni librari e gli istituti culturali del Ministero della cultura.

## Storia
La Biblioteca fu istituita alla fine del XVIII secolo, raccogliendo nel Palazzo degli Studi, oggi sede del Museo Archeologico (all'epoca Real Museo Borbonico), le raccolte librarie provenienti dalle biblioteche Farnesiana e Palatina fino a quel momento conservate nella Reggia di Capodimonte. Al nucleo iniziale si aggiunsero i fondi provenienti dalla biblioteca dei Gesuiti, espulsi dal Regno di Napoli nel 1767, e dalla biblioteca della Reale Accademia, seguiti dai volumi della biblioteca cartesiana del principe di Tarsia. Per incrementare il patrimonio librario, fu stabilito che gli stampatori del Regno dovessero consegnare alla biblioteca una copia per ogni pubblicazione che mettevano in commercio. Agli inizi dell'Ottocento furono incorporate le raccolte librarie dei monasteri soppressi della certosa di San Martino, del monastero benedettino dei Santi Severino e Sossio e di San Giovanni a Carbonara. 
Fu aperta al pubblico il 13 gennaio 1804 con il nome di "Reale Biblioteca di Napoli", e diretto dal grande umanista Juan Andrés, che su di essa compose la sua memoria più importante, in latino: ripubblicata in 2020 dall'Instituto Juan Andrés de Comparatística y Globalización (La Biblioteca Real de Nápoles), fa parte di uno studio che amplia e rinnova la conoscenza di questo luogo chiave e molto intricato nella cultura europea.
Nel 1816 fu trasformata con il nome di Reale Biblioteca Borbonica, assumendo nel 1860, con l'Unità d'Italia non ancora proclamata e la dittatura di Garibaldi ancora in corso, il nome di Biblioteca Nazionale e ricevette un suo regolamento il 12 ottobre 1861. Tra le donazioni più importanti del periodo post-unitario va ricordata quella del conte Lucchesi Palli, che nel 1888 destinò alla Nazionale di Napoli la propria biblioteca e l'archivio musicale, provvedendo anche ad arredare le sale destinate ad accogliere la sua collezione.
Nel 1907, dopo una lunga controversia giudiziaria, entrarono a far parte delle collezioni numerosi manoscritti autografi di Giacomo Leopardi custoditi, dopo la sua morte, dall'amico Antonio Ranieri; questi li destinò alla biblioteca per lascito testamentario. L'intero corpus leopardiano sarebbe stato riordinato dal bibliotecario abruzzese Emidio Piermarini. Nel 1937 il bibliotecario napoletano Vincenzo Dattilo organizzò e curò una mostra dedicata proprio ai manoscritti e carteggi del poeta recanatese.
Nel 1910, la biblioteca fu arricchita con l'Officina dei papiri ercolanesi, raccolta istituita da Carlo di Borbone per custodire i papiri ritrovati negli anni 1752-1754 durante gli scavi della città vesuviana. A causa della continua affluenza di nuove raccolte bisognava trovare una sede più grande per la biblioteca. Solo al termine della prima guerra mondiale, con la concessione del re allo Stato dei suoi palazzi reali, si decise di trasferire la Biblioteca all'interno del Palazzo Reale anche grazie all'intervento di Benedetto Croce, allora Ministro dell'Istruzione Pubblica. Il trasferimento dei fondi bibliografici iniziò nel 1922 con la biblioteca San Giacomo, annessa alla Nazionale nel 1875, proseguendo nel 1924 con l'annessione di importanti collezioni come la biblioteca del Museo di San Martino, la Provinciale e la biblioteca Brancacciana, costituita a Roma dal cardinale Francesco Maria Brancaccio nella prima metà del XVII secolo e collocata nel 1690 a Napoli presso il complesso di Sant'Angelo a Nilo. La nuova sede, intitolata a Vittorio Emanuele III nel 1925 e inaugurata il 17 maggio 1927, fu riaperta al pubblico il 6 giugno dello stesso anno. Nel 1932 cominciò a ricevere una copia delle opere pubblicate nella provincia di Napoli per diritto di stampa.
Durante la seconda guerra mondiale per salvaguardare il patrimonio della biblioteca dalle incursioni belliche, i materiali più rari e preziosi furono trasferiti in località dell'entroterra per iniziativa della direttrice Guerriera Guerrieri. Dopo la Seconda Guerra Mondiale la biblioteca si arricchì di altre due importanti raccolte: il fondo Palatino e la biblioteca privata di Elena d'Aosta. Nel 1957 furono aperte al pubblico le nuove sale di consultazione, la Sezione Napoletana, la Sezione Periodici e la Sala Croce. Dopo la morte di Giuseppe Viggiani, i figli fecero donazione alla Biblioteca Nazionale la sua biblioteca. I suoi libri andarono a costituire, alla fine del 1965, il Fondo Giuseppe Viggiani della Biblioteca Nazionale di Napoli "Vittorio Emanuele III", che tra l'altro proprio ai libri di Viggiani abbinò un'iniziativa sperimentale: la Sezione Viggiani, in quanto nucleo organico recente e a sé stante, rimaneva aperta e consultabile anche la domenica mattina. Dopo l'inaugurazione della Biblioteca Nazionale di Potenza nel 1983 la Sezione Viggiani divenne parte costitutiva della nuova Biblioteca ad eccezione di 5 testimonianze che restarono a Napoli. Nel 1980 a causa del terremoto dell'Irpinia un'ala dell'edificio venne seriamente danneggiata; fu quindi necessario trasferire il materiale librario in altre parti dell'edificio. Tra le donazioni più recenti si ricordano il Fondo Doria e il Fondo Pontieri. Nel 1990 la Biblioteca ha aderito al Servizio Bibliotecario Nazionale (SBN). La biblioteca ospita numerose attività culturali come conferenze e mostre, per evidenziare sia la ricchezza dei fondi posseduti sia i proficui rapporti di collaborazione con i diversi istituti culturali della città.

## Sede

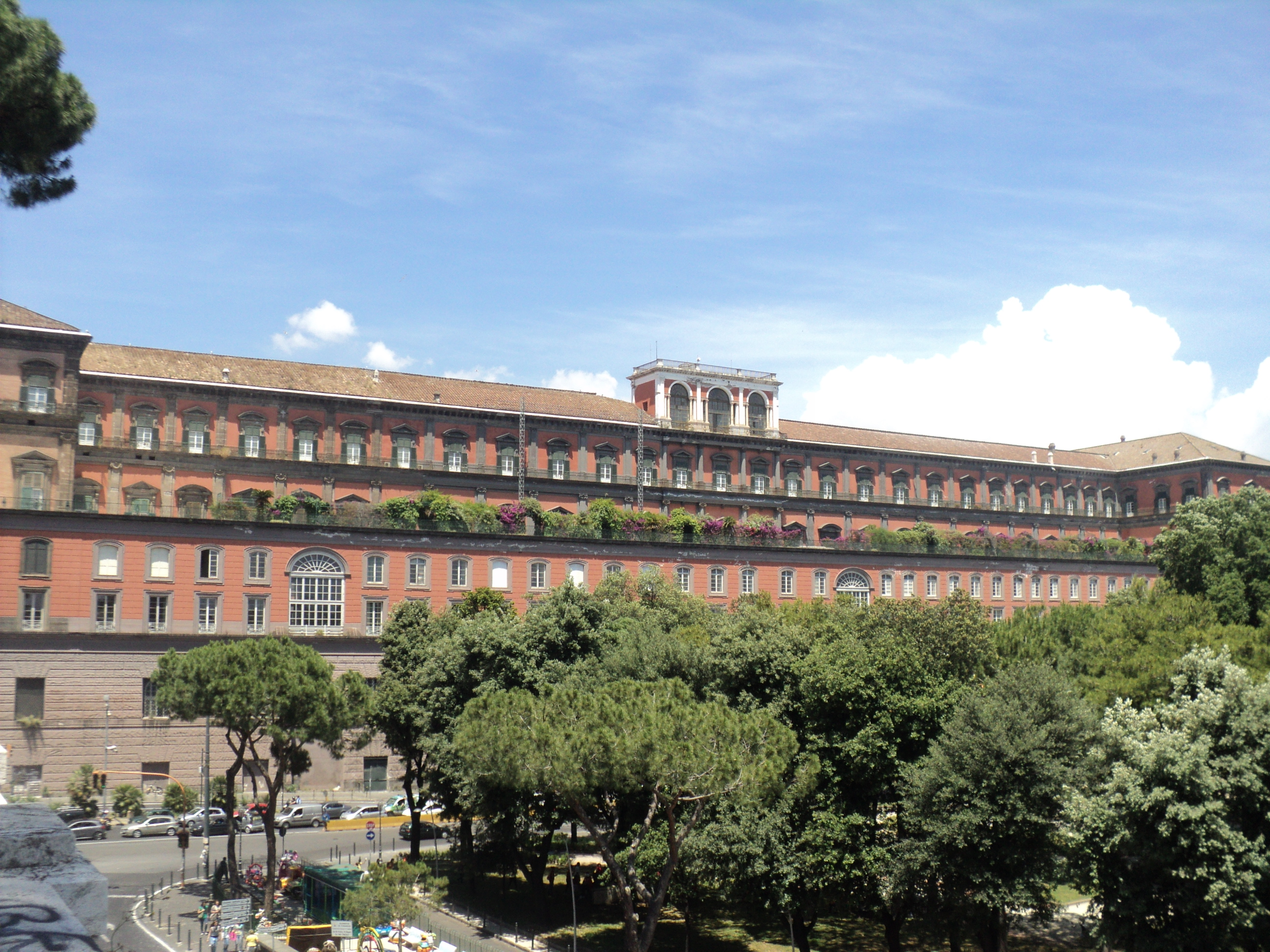
Il palazzo

La Biblioteca fu inaugurata il 17 maggio 1927 nella sede del Palazzo Reale di Napoli, di cui occupa i primi tre piani dell'ala nord est dell'edificio realizzato da Domenico Fontana nel XVII secolo e continuato da Vanvitelli. Quest'area, in cui si trovavano gli Appartamenti dei Reali Principi, fu ristrutturata dall'architetto Gaetano Genovese a seguito dell'incendio del 1837, che la trasformò nell'Appartamento delle Feste.

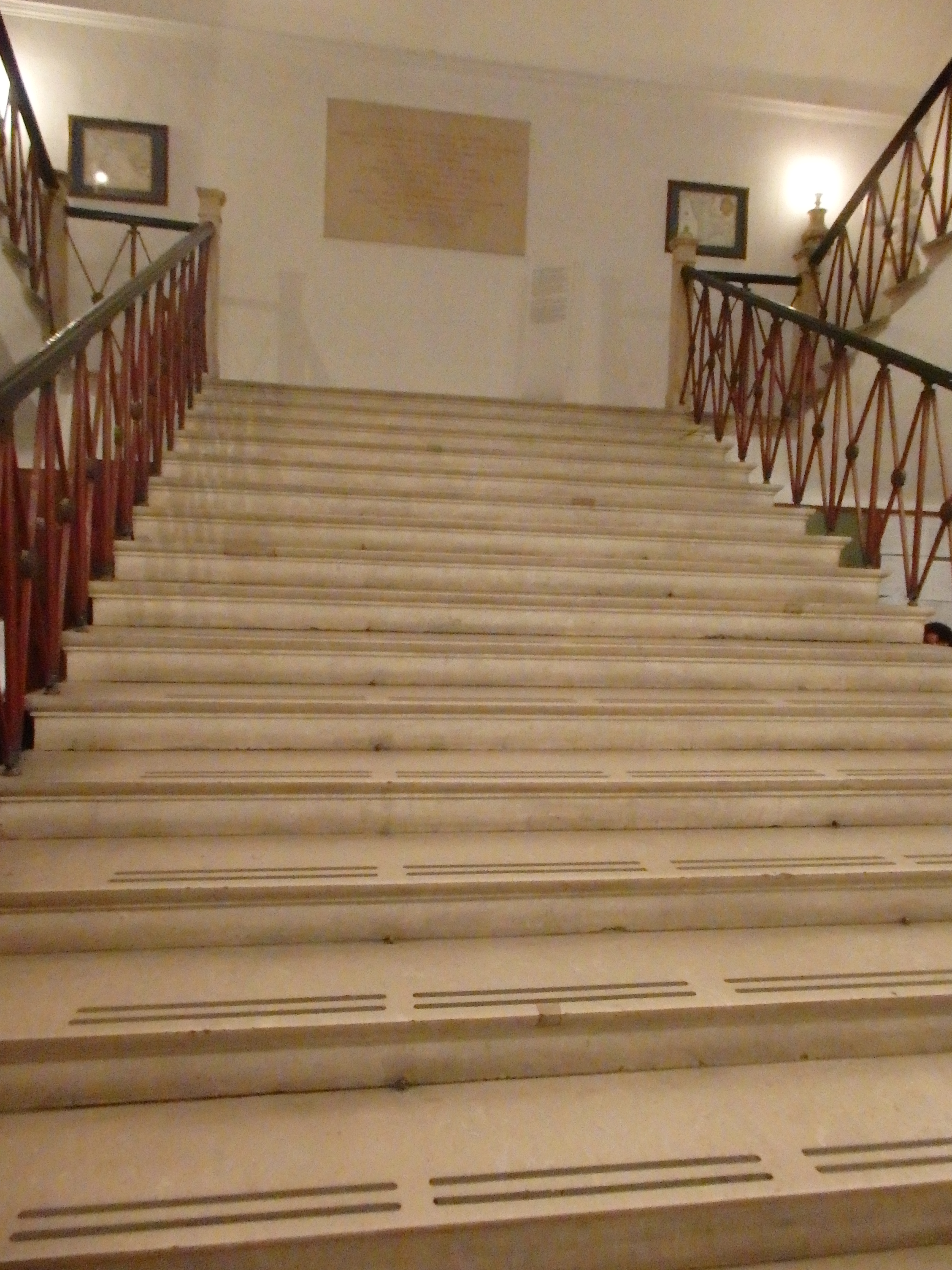
Scalinata di ingresso

Per accedere alla biblioteca si attraversava il giardino ottocentesco (ex area del Maneggio) opera del botanico Denhardt. Da qui si arriva all'ingresso decorato a finto bugnato di stucco di stile neoclassico, che si ritrova nella maggior parte delle decorazioni. Il grande scalone marmoreo settecentesco con balaustra a motivi di lance incrociate e rosette e antichi lumi ad olio del 1840 ca conduce al primo piano del complesso; ai lati di questo si trovano due sculture di Danzatrici, opera di Gennaro De Crescenzo. A tutt'oggi l'ingresso è ubicato sul portico settentrionale, accanto al piccolo giardino di camelie, nel quale spicca al centro una scultura in marmo raffigurante l'Italia, realizzata da Francesco Liberti.
L'anticamera al primo piano è decorata da monocromi attribuiti a Salvatore Giusti, decoratore attivo già in altri ambienti del palazzo e nella Sala delle Feste del Palazzo di Capodimonte. La Sala di distribuzione è decorata da quattro ovati dipinti a tempera su intonaco da Camillo Guerra, nei quali sono raffigurate scene allegoriche: Flora e Zefiro (primavera), Galatea (estate), Bacco e Arianna (autunno), Orizia e Borea (inverno). Questi dipinti, documentati dal 1852, illustrano gli sviluppi del neoclassicismo napoletano, introdotto in città dagli artisti tedeschi attivi a Napoli.  L'ambiente attiguo (oggi riservato al personale) è decorato dagli affreschi di Giuseppe Cammarano raffiguranti  Bacco e Arianna, Nozze di Amore e Psiche, Apollo e le Muse, Ganimede e Giove. La Sala di lettura, così come la sala di distribuzione, era un Salone delle Feste (o Salone degli specchi)  decorato con raffigurazioni di danzatrici in stucco e oro, opera di Gennaro Aveta. Qui si possono ammirare le scaffalature in noce con cornici dorate nei cui angoli spiccano piramidi lignee chiuse da vetri, che dovevano contenere strumenti matematici; queste provengono dalla "Sala della meridiana" nel Palazzo degli Studi e furono realizzate tra il 1737 e il 1760 ca. Proseguendo sul lato destro si trova la Sezione Napoletana, decorata da quattro ovati dipinti da Filippo Marsigli che raffigurano le Storie di Cupido.
Nella sala successiva si trovano decorazioni in stile pompeiano e motivi floreali. Nelle altre sale che affacciano sul cortile delle carrozze si possono osservare le volte affrescate da Gennaro Maldarelli che raffigurano Le storie di Psiche e la Giustizia irradiata dal genio borbonico. La sala che ospita "l'Ufficio relazioni con il pubblico" è decorata da stucchi a rilievo raffiguranti il Trionfo di Alessandro a Babilonia, copia del fregio di Bertel Thorvaldsen sul Quirinale (1812). Le sale successive sono ornate da rosoni neoclassici in stucco dorato,  a cui un tempo erano legati dei lampadari. Nelle stanze della sezione Manoscritti e Rari si trovavano gli appartamenti privati dei sovrani, come testimonia la presenza dell'oratorio di Ferdinando II, a cui si accede attraverso una porta lignea decorata da Vincenzo De Angelis (1858) con le figure di: S.Pietro, S.Paolo, S.Ferdinando, S.Elisabetta d'Ungheria, S.Luigi di Francia e una Santa martire. L'accesso alla cappella è completato nella parte alta da un vetro dipinto con putti, figure femminili e angeli. All'interno, sull'altare, si trova un crocifisso in argento e una tela di Luigi Rizzo raffigurante la Sacra Famiglia, la Speranza, la Fede.
Al secondo piano (ex studio di Ferdinando II, ora "Sala d'Africa") si trovano sale affrescate da Camillo Guerra che rappresentano avvenimenti storici: Fondazione della chiesa di Santa Chiara, Carlo d'Angiò dispone la costruzione di Castel Nuovo, S.Tommaso è chiamato presso l'Università di Napoli. Le ex stanze della regina Maria Isabella sono decorate da affreschi in stile pompeiano con figure mitologiche. Uno degli ambienti termina con uno stanzino adibito a bagno come si evince dalla nicchia affrescata con la figura di Venere che sorge dalle acque. Anche al secondo piano si trova un oratorio in stile neoclassico decorato da Pietro Persico (1841), le cui pareti sono scandite da costoloni che terminano in archi acuti con porte lignee a forma ogivale, e zoccolature a file di archetti.
La biblioteca conserva numerosi busti e quadri provenienti da donazioni private. Tra questi si ricordano: la donazione della marchesa Marianna De Marinis in De Ruggiero di quadri di Vincenzo Morani, il ritratto di Girolamo Seripando proveniente dalla chiesa di Sant'Orsola a Chiaia, un calco in gesso attribuibile a Tommaso Solari raffigurante Paolina Ranieri, diversi busti di uomini illustri tra cui quelli di Lucchesi Palli e Croce.

## Sezioni e fondi
La Biblioteca Nazionale contiene quasi due milioni di volumi, circa 20.000 manoscritti, più di 8.000 periodici, 4.500 incunaboli e 1.800 papiri ercolanensi.

### Sezioni
Una parte rilevante del patrimonio della Biblioteca Nazionale di Napoli è conservato nelle sue sezioni speciali, suddivise in base all'identità bibliografica dei documenti, per affinità di contenuti o per vicende storiche che specificano la natura delle raccolte. Ognuna delle sezioni offre ai lettori differenti servizi in base ai materiali conservati.
- Manoscritti e rari
- Sale di consultazione
- Periodici
- Emeroteca

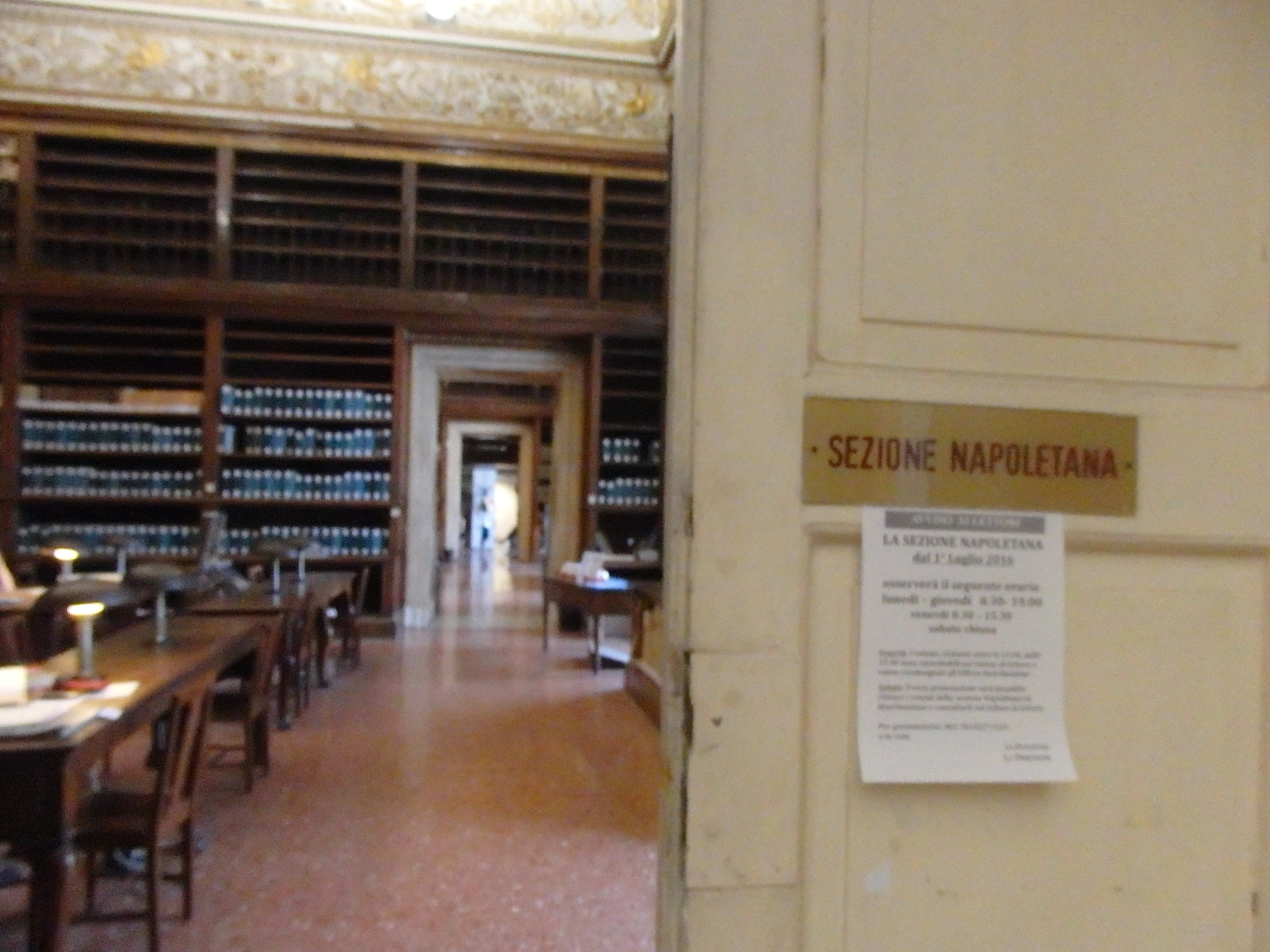
Ingresso della sezione napoletana

- Ingresso della sezione napoletana Napoletana: La Sezione Napoletana fu costituita all'inizio degli anni Settanta e collocata oltre il Salone di lettura, in tre sale che si affacciano sui giardini del Palazzo Reale. Qui sono conservati i documenti e le raccolte bibliografiche e iconografiche riguardanti la cultura e la storia della città di Napoli e del Mezzogiorno (comprende, infatti, la Biblioteca Calabra e la Collezione Basilicatese). La Sezione Napoletana ospita altresì la Raccolta Zangari e la Raccolta Notarianno, donate dagli omonimi proprietari, le raccolte speciali Fondo Piccirillo (ricco di stampe, fotografie, miscellanee musicali a stampa) e la Collezione Vulcanologica preziosa per gli studi sulla storia, la morfologia e le eruzioni vulcaniche del Vesuvio, dell'Etna e di altri vulcani.[21]
- Officina dei Papiri Ercolanesi
- Biblioteca Lucchesi Palli
- Fondo Aosta
- Moderna
- Americana
- Venezuelana: La Sezione Venezuelana, intitolata a  "Simon Bolivar", è stata aperta al pubblico il 21 giugno 2000 con una manifestazione culturale sul tema: I libri venezuelani a Napoli. Conta circa 4.000 volumi e 100 periodici di diversi argomenti: scientifici, umanistici, storici, politici, giuridici, economici, sociali e culturali.[22]
- Archivio storico
- Brancaccio

### Fondi e Raccolte
La Biblioteca Nazionale si è arricchita negli anni di fondi, raccolte, collezioni librarie e documentarie qui confluite grazie ad accorpamenti, vicende storiche, donazioni, acquisti, o per attività di studio e ricerca. La biblioteca raccoglie e conserva, oltre al materiale librario, differenti tipologie di documenti, come carte geografiche, incisioni, fotografie e le più moderne risorse elettroniche (banche dati, prodotti multimediali, ecc).
- Le biblioteche storiche napoletane
- Altre raccolte
- Fondi iconografici
  - La raccolta Palatina
  - La Lucchesi Palli
  - La raccolta Piccirilli
  - Il Fondo Aosta
- Risorse elettroniche
- Fondo librario Soggettività femminile

## Cronologia dei direttori

### Prefetti della Reale Biblioteca Borbonica
- Andrea Belli (1804 - 1806)
- Juan Andrés, S.I. (1806 - 1817)
- Michele Arditi (1817 - 1822)
- Angelo Antonio Scotti (1822 - 1845)
  - Gaspare Capone (1845, ad interim)
- Cataldo Jannelli (1845 - 1848)
- Gaspare Selvaggi (1848 - 1856)
- Salvatore Cirillo (1856 - 1857)
- Giovanni Rossi (1857 - 1860)

### Prefetti e direttori della Biblioteca Nazionale
- Vito Fornari (1860 - 1900)
- Emidio Martini (1900 - 1917)
- Giuseppe D'Elia (1917 - 1925)
- Gaetano Burgada (1925 - 1936)
- Antonio Boselli (1936 - 1937)
- Gino Tamburini (1937 - 1942)
- Paolo Nalli (1942)
- Guerriera Guerrieri (1942 - 1967)
- Massimo Fittipaldi (1967 - 1971)
- Alberto Guarino (1971 - 1978)
- Maria Cecaro (1978 - 1984)
- Maria Grazia Pasqualitti Malatesta (1984 - 1988)
- Maria Rosaria Romano Vicenzo (1988 - 1990)
- Fiorella Romano (1990 - 1995)
- Mauro Giancaspro (1995 - 2014)
- Simonetta Buttò (2014 - 2015)
- Vera Valitutto (2015 - )